# Jardín Botánico Donetsk

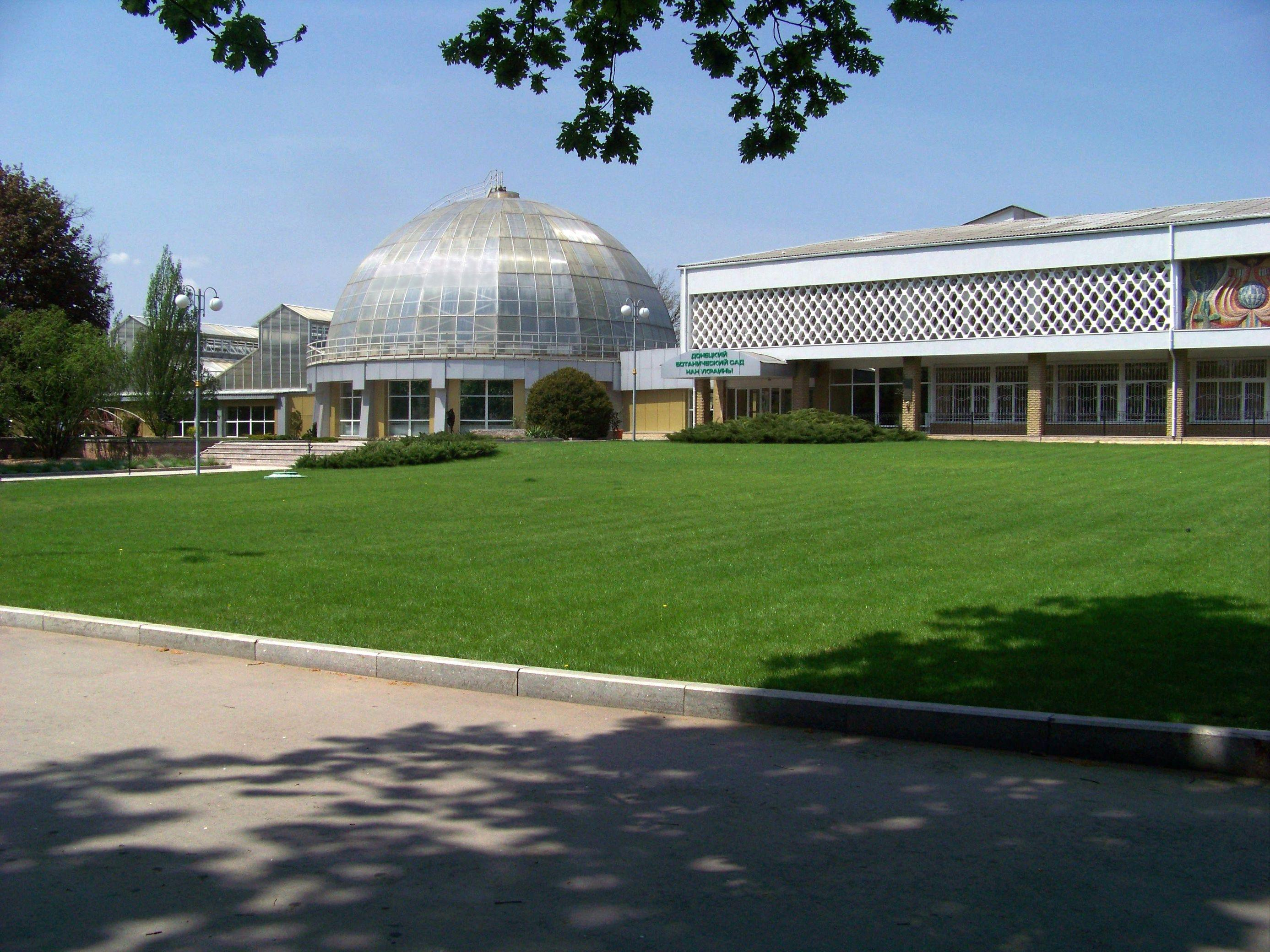
jardín botánico Donetsk

El Jardín Botánico Donetsk (en ucraniano Донецький ботанічний сад) es un jardín botánico de unas 270 hectáreas de extensión, situado en la ciudad de Donetsk, en Ucrania. Es una entidad miembro de la Academia Nacional de Ciencias de Ucrania, que está desarrollando guías de conservación de la biodiversidad del sureste de Ucrania, tanto a nivel teórico como práctico. 

## Localización
En la ciudad de Donetsk en Ucrania.

## Historia
Fue fundado en el año 1964.

## Colecciones
El jardín botánico tiene un Herbario regional único (con unos 100,000 pliegos) que documenta la flora del sureste de Ucrania. El jardín nos muestra ejemplos del hábitat de numerosas especies endémicas y raras, plantas vivas del territorio de Donetsk. 
En este jardín botánico se encuentran más de 60 especies de entre las que se encuentran en las listas del libro rojo de especies amenazadas o en peligro de extinción de Ucrania y del libro rojo europeo. También se desarrollan en este espacio más de 200 especies de otras plantas raras de la región sureste de Ucrania (siendo esto una manera de proteger la reserva genética). Lo que permite crear una base genética para posibles trabajos de reintroducción y restauración de la cubierta vegetal. 
En el jardín hay un espacio de 9 hectáreas, con modelos de vegetación de las estepas que se prueban metodológicamente, con el fin de restaurar la vegetación de las estepas en lugares donde se ha destruido. Se están usando los resultados de las pruebas para reintroducir la vegetación en la región Melovski del distrito Lugansk.

## Actividades
- Durante los últimos 25 años, el jardín botánico Donetsk está relacionado con la creación de 94 nuevas reservas de Naturaleza, las que han incrementado notablemente, el área de territorios protegidos en Ucrania. En 1997, el jardín botánico participó en la creación de la Reserva Nacional de Naturaleza Svyatye Gory (Montaña Sagrada) en la parte media del río Severski Donets. El equipo del jardín botánico ha hecho inventario de la vegetación de esta Reserva Nacional, situando en mapas, las especies raras o en peligro, designando zonas de protección especial. Con estudios de distribución de plantas raras y situación de sus comunidades en la costa norte del Mar de Azov previendo una posible creación, en un futuro próximo de la Reserva Nacional de Naturaleza Meotida.

- Los investigadores, también estudian los avances de las plantas foráneas asociadas a la actividad humana, invasoras en la zona. Esto incluye la creación de modelos del éxito invasor en las áreas locales protegidas, estudiando los procesos micro-evolutivos en poblaciones divergentes de especies foráneas, que provocan la formación de nuevos y peligrosos fenotipos de microespecies de plantas invasoras en Europa, para lo cual se desarrollan protocolos para afrontar los procesos invasivos de las plantas y conservar la biodiversidad. Todo lo cual se está realizando por vez primera en Ucrania.

- También se investiga la variabilidad de las coníferas en relación con su conservación, cultivo y seguimiento en el Parque Nacional Svyatiye Gory, la Reserva Natural de Jalta y el Parque Nacional de los Carpatos. Empleando isoenzimas como marcadores a nivel genético molecular, el equipo estudia la diversidad genética de la rara variedad del Pinus sylvestris L. var. cretacea Kalenicz. ex Kom (tres poblaciones, con un total de 75 individuos) están siendo estudiados en Parque Nacional "Svyatiye Gory". En la Reserva Natural de Jalta la población marginal de Pinus pallasiana D. Don (325 individuos) y dos poblaciones de Pinus pithyusa Steven (dos núcleos aislados, 46 individuos) y Pinus kochiana Klotzsch ex C.Koch. (25 individuos). En el Parque Nacional de los Carpatos Pinus montana Mill. (cuatro poblaciones, 100 individuos), Pinus sylvestris L. (dos poblaciones, 50 individuos) y Pinus cembra L. (dos poblaciones, 50 inidividuos). Con vistas a mejorar su reproducción y su tolerancia a la contaminación industrial.